# 빅토르 가브리엘 질베르
빅토르 가브리엘 질베르(프랑스어: Victor Gabriel Gilbert, 1847년 2월 13일 ~ 1933년 7월 21일)는 주로 파리의 풍경화와 파리의 시장 풍경화로 유명한 프랑스의 화가이다. 그는 빅토르 아담(1801–1866)과 그 후 샤를 부송(1822–1908)과 함께 공부했다. 1889년 그는 프랑스 예술가 협회(Société des Artistes Français)에서 은메달을, 그의 경력 마지막인 1926년에 본나 상을 받았다.